# Semiothisa plutocrypsis
Semiothisa plutocrypsis là một loài bướm đêm trong họ Geometridae.